# Святополк I (Великоморавия)
Святополк (около 830-894) от Моймировата династия бил княз на Княжество Нитра (850 – 871), а след това княз на Великоморавия. При неговото управление Великоморавия достига най-голямото си териториално разширение.

## Живот
Първоначално Святополк управлява в Нитра под сюзеренитета на своя чичо Ростислав, княз на Великоморавия. Заради спор с Ростислав, Святополк се съюзява със сина на източнофранкския крал Лудвиг Немски Карломан през 870 година. След опита си да избяга, за да спаси живота си, се насочва към открит бунт срещу Ростислав, когото евентуално да плени. През същата година Карломан го обвинява в нарушаване на клетвата си за вярност и го затваря в Бавария. За водач на народната съпротива срещу последвалата франкска окупация станал свещеникът Славомир от Моймировата династия. Святополк бързо бил пуснат и изпратен с франкски подкрепления обратно във Великоморавия. Но той тайно се съюзил със Славомир и след поражението на франкските войски станал независим владетел на Великоморавия през 871 година. Три години по-късно (874) той сключил мир с Лудвиг Немски и неговте синове. През 880 година папа Йоан VIII обявил неговото княжество „под защитата на Свети Петър“, което означавало, че дава статут на легитимно равенство с Източнофранкското кралство. Папата също така провъзгласил независимост на църковната епархия във Великоморавия начело с архиепископ Методий като духовен глава и епископски сан в Нитра.
Като първи владетел, Святополк използвал титлата „крал“. Той подчинил много съседни земи, населени със славянски племена: висляни (южната част на Полша) (874), Силезия (880), басейна на Тиса (881), Балатонското княжество (883), Бохемия и лужишките сърби (890). При неговото управление Великоморавия достигнала своето най-голямо териториално разширение. Държавата била подложена на няколко атаки от маджарите (след 889) и българите. Той се разбунтувал срещу Арнулф Каринтски, източнофранкски крал, през 883 – 884, 888 – 889, 892, 893. Арнулф нарекъл своя син Звентиболд след него (Звентиболд е франкското произношение на Святополк). Святополк подкопал религиозната независимост на държавата, защото той невинаги пречел на папските легати да изгонят учениците на Свети Методий. В литургията Святополк лично предпочитал употребата на латиския пред славянския език. Княз Святополк починал през 894 година. След смъртта му папата го определил като „dilectus filius“ в своите писма – титла запазена за византийския и франкския император.

## Легенда за клонките на Святополк
Добре познатата легенда за клонките на Святополк се появила във вълшебна приказка при просветения византийски император Константин VII Порфирогенет около 10 век.
Тя гласи, че силният княз Святополк поискал от синовете си да дойдат при него след смъртта му. Той дал клонче на всеки от тях и поискал от тях да го счупят. Младите владетели лесно го направили. Тогава той поискал от тях да свържат заедно трите клонки и поискал отново да ги счупят. тази работа изглеждала по-трудна. Така князът показал колко е необходимо да бъдат обединени. Това показало силата на обединеното царство, че страната гарантирало ще е силна и просперираща.
Великоморавия била разделена между тримата братя през 894 година въпреки завета на своя баща. Страната, отслабена от войни била унищожена през 907 година при унгарска атака.
В противовес с този разказ, франкските летописци споменали имената само на двама от синовете на Святополк: Моймир II и Святополк II. От друга страна списък с пътниците, посетили пределите на страната през 9 век, евангелието в Чивидале де Фриули предполагали, че Святополк наистина имал трети син, наречен Предслав.
Забележка: Превод от английски език